# トルコの民俗舞踊

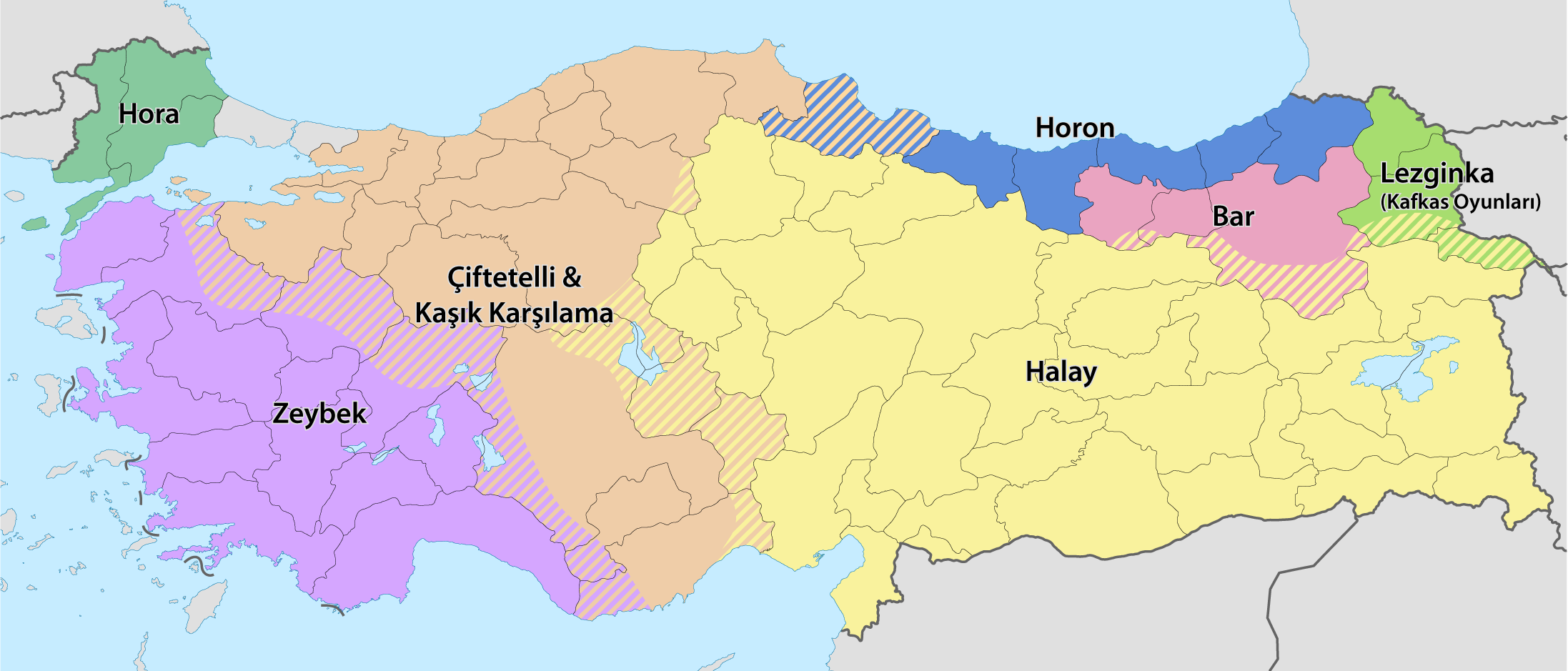
地域ごとの踊りの様式:
ホラ - 東トラキア
Zeybek - エーゲ海地方、マルマラ地方南部、中央アナトリア地方東部
Teke - 地中海沿岸地域西部
Kaşık Havası、Karşılama - 中央アナトリア地方西部、黒海地方 (トルコ)西部、マルマラ地方南部、地中海沿岸地域東部
Horon - 黒海地方 (トルコ)中東部
Halay - 東アナトリア地方、中央アナトリア地方
バル(Bar) and Lezginka - 東アナトリア地方北部

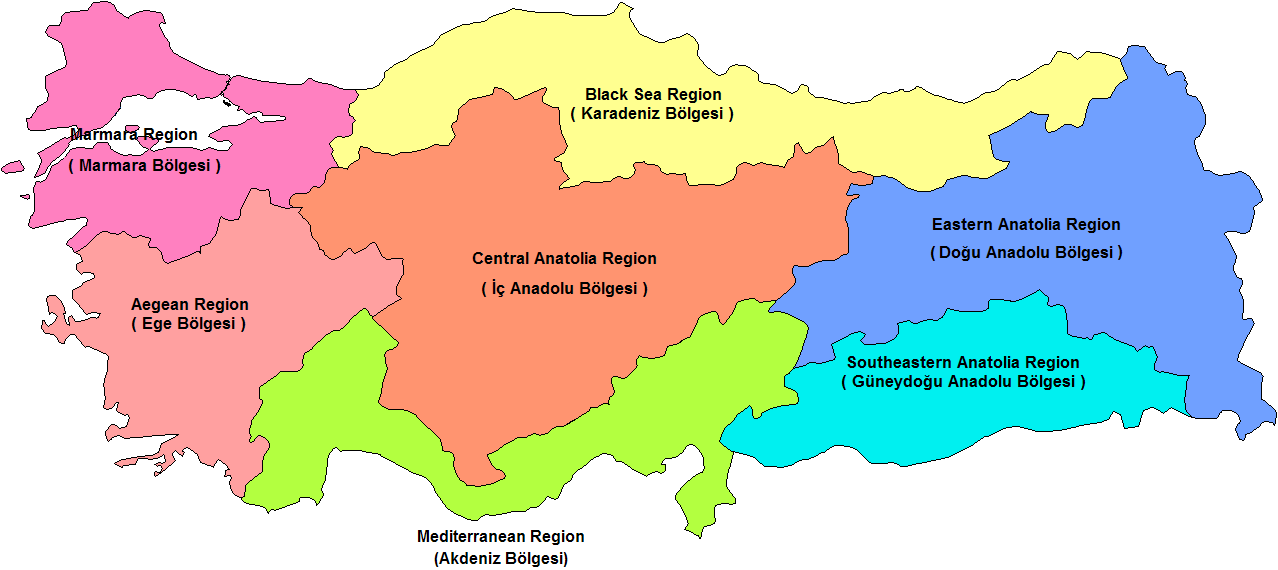
トルコの７地方

トルコの民俗舞踊（トルコのみんぞくぶよう）について、ここでは基本的に現在のトルコ共和国の領土とされる地域における民俗舞踊を指す。この地域は3つの海に囲まれ、重要な交易路上に位置しており、その複雑で洗練された文化は踊りにも反映されている。主な踊りは列になって踊るものである。この地では様々な方法で多くの異なる様式の民俗舞踊が存在しており、各地域ごとの文化構造を反映している。最もよく知られている例としては、エルズルム県 の バル(Bar)、東南部の Halay、トラキア の ホラ 、黒海 沿岸部の Horon、コンヤ 及びその周辺の Spoon dances、カルス県 やアルダハン県の Lezginka などがある。

## 踊りの様式

### バル(Bar)
バル(Bar)は、開いたサークルで集団で踊られている。一般に東アナトリア地方(エルズルム県, バイブルト県, アール県, カルス県, アルトヴィン県,エルズィンジャン県)で広く踊られている。手をつないで、あるいは肩や腕を組んで踊る特徴があり、男性と女性のバルはそれぞれ異なる。バルの伴奏では ダヴル と ズルナ が主に使われており、女性のバルにはクラリネットが追加されるようになった。5/8、9/8で踊られることが多く、6/8および12/8も時折見受けられる。特にトルコの民俗音楽において最も特徴的な拍子である アクサク の9/8拍子は、このダンスにおいても非常に異なる興味深い形で適用されている。 通常、現地の民俗衣装を着て、常に誇りをもって踊り、跳ねる動作に合わせて、回すように手を振る。

### ハライ(Halay)
東部、南東部、中央部のアナトリアで広く踊られており、トルコの最も魅力的な踊りの様式の１つである。
ハレイのリズムは非常に豊富であり、伴奏は、主要な ダヴル と ズルナ との組み合わせの他、カバル、sipsi、Çığırtma、サズ、時には民謡が歌われる。

### ホロン(Horon)
ホロンは、現在のトルコの黒海地方 (トルコ)の沿岸地域とその内陸部でみられる典型的な踊りの様式である。ホロンという言葉は、ギリシャ語のホロス[男性名詞、単数形、名詞](ギリシア語: (ο) Χορός))から派生した言葉で、ホロスは、古代ギリシャ語でも現代ギリシャ語でも「踊り」を意味する。ホロンはその地域のギリシャ人文化に由来し、自然に円の形を形作り、歯切れのよい小さなステップで踊る、といった特徴がある。そのテンポ、リズム、拍子は、トルコの他の地域の踊りとはとても異なるように見える。
ホロンは、一般的にはそれぞれの集団ごとに踊られ、特徴的な拍子は7/16。メロディはとても速いため、楽器によっては演奏が非常に難しい。そのため、現実的な理由から、ダヴル と ケメンチェ との組み合わせで伴奏される。ホロンのメロディは cura と呼ばれる小さなタイプのサズで演奏される。内陸部ではそれに加えて、バグパイプや、Mey (Duduk)、ズルナ 等の吹奏楽器も用いられる。その他に2/4、5/8および9/16の拍子もみられる。

### ゼイベク(Zeybek)
ゼイベクは概してアナトリアの西部で広く踊られている。1人または2人、或いはグループで踊られており、例えば中央アナトリア地方では「Seymen」と名前が変わることもある。 一般的に9/8拍子で、非常に遅く(9/2拍子)・遅く(9/4拍子)・速く(9/8拍子)・非常に速く、など様々なテンポの変化に富んでいる。とても速いゼイベクの例として、Burdur - Fethiye地域で見られる teke（山羊）の踊りがあり、teke にはゼイベクの特徴があり、伝統的に 9/16拍子で踊られる。ゼイベクが踊られる地域では、BENGI という別の民俗舞踊もある。ゼイベクとは違った形で踊られ、異なった音楽的特徴を持つが、その特徴的な拍子は9/8である。特に遅いテンポのゼイベクでは、伝統的に楽器として ダヴル と ズルナ の組み合わせを用いる。２つのダヴル と２つの ズルナ の構成で、２つのうちの一方のズルナがメロディの伴奏を奏でる。 ダヴル と ズルナ とは別に、サズやリード、marrow bow 等が速いテンポのゼイベクでは用いられる。特に teke（山羊）の踊り ではリードが用いられる。

### その他の様式
- カルシラマ(Karsilamas)（英語版）: 婚礼の音楽の一種と共に、（古代ギリシア のχορεία芸術様式に由来する) ホラ のメロディとリズム構成の民俗舞踊で、互いに向かい合う形で俊敏に踊る。その地域の文化にみられるものと異なり、主に 9/8 拍子で踊るが、その他の拍子も存在する。楽器は伝統的に２つのダヴル と２つの ズルナ の構成で、この地域で特徴的であり、チフテテリでも見られる。

- カサップ・ハバシ(Kasap havasi)/ハサピコ(Hasapiko)（英語版）: 「kasap」はトルコ語で肉屋（屠畜業）を示し、「肉屋の踊り」を意味する。イスタンブールや東トラキアの近代の踊りである[2]。その起源は、東ローマ帝国時代の肉屋に由来し、その踊りが東ローマ帝国軍隊に採用された[3]。

- カシュク・ハヴァス（英語版）(トルコ語: Kaşık Oyunları 或いは Kaşık Havası、ギリシア語: Χορός κουταλιών)(木のスプーンの踊り): 概して、地中海沿岸地域中で踊られており、その振付やリズム、メロディは特徴的で、その他の踊りとは際立って異なる構成である。常に木製スプーンを用い、2/4 或いは 4/4 拍子で踊る。伴奏の楽器は、弓の楽器、サズやクラリネットで、通常、民謡を伴う。ディナールの「スプーンダンス」が最も有名である。

- Kolbastı（英語版）: 青年たちの間で広く踊られている。

- Lezginka（英語版）: 主にカルス県 やアルダハン県で踊られている。

- Samah（英語版）: 曲は、5/8、7/8 或いは 9/8 拍子。伴奏の楽器は、サズや弓の楽器など。リズムをとる楽器はない。伴奏なしで歌のみで踊ることも広くみられる。最も進化したものでは３部構成「a) agirlama b) yeldirme c) kogdurma」となっている。

- シルトス（英語版）: 古代ギリシャに由来するギリシャの踊りで輪になって踊る。踊りの名前は「引きずるような踊り」を意味する「syro(σύρω)」から来ている。主にポントス地域で見受けられる。

- Shiksaray（英語版）: 黒海地方 (トルコ)の踊り[4]。

- Van と Adıyaman:トルコで最もしばしば演ぜられる、人気が高い踊り。

## 関連リンク
- http://www.anatoliafolk.com (Turkish Folk Dances in USA)
- Examples of Turkish Folk Dances in Istanbul, Turkey
- Folk Dance Federation of Turkey （トルコ語）
- http://www.onlinekostum.com(Turkish Folk Dance Costume Shop)
- トルコのフォークダンス／民族舞踊
- https://www.matekostum.com.tr (Oldest Turkish Folk Dance Costume Manufacturer)